# Lucas Paquetá
Lucas Tolentino Coelho de Lima (Rio de Janeiro, 27 augustus 1997) - alias Lucas Paquetá - is een Braziliaanse voetballer die doorgaans als middenvelder speelt. In augustus 2022 maakte Paquetá de overstap van Olympique Lyon naar West Ham United voor circa €61.000.000. Paquetá debuteerde in 2018 in het Braziliaans voetbalelftal.

## Carrière

### Flamengo
Paquetá stroomde door vanuit de jeugd van Flamengo. Daarvoor debuteerde hij op 10 maart 2016 in het toernooi om de Primeira Liga, thuis tegen Figueirense FC (1–1). Hij speelde die hele wedstrijd. Zijn debuut in de Série A volgde zeventien dagen later, uit tegen Atlético Paranaense (1–1). Die dag viel hij in de 76e minuut in voor Federico Mancuello. Zijn doorbraak kwam in 2018, toen hij tien doelpunten maakte in 32 competitiewedstrijden. In totaal was hij goed voor 94 wedstrijden, achttien goals en acht assists. 

### AC Milan
In januari 2019 tekende Paquetá een contract tot medio 23 bij AC Milan. Er werd voor hem €35.000.00,- betaald. Hij maakte op 12 januari in de Coppa Italia tegen Sampdoria zijn debuut voor AC Milan. Vier dagen later verloor hij de Supercoppa van Juventus en weer vijf dagen later maakte hij tegen Genoa zijn Serie A-debuut. Op 10 februari scoorde hij tegen Cagliari zijn eerste en enige doelpunt voor AC Milan. Hij speelde in totaal anderhalf jaar voor AC Milan, maar wist in deze periode geen basisplaats te veroveren. Paquetá kwam in totaal tot 44 wedstrijden, één goal en drie assists.

### Olympique Lyon
In de zomer van 2020 werd Paquetá verkocht aan Olympique Lyon voor een bedrag van 20 miljoen euro. Hij maakte op 18 oktober tegen RC Strasbourg zijn debuut voor Lyon. Op 23 december was hij tegen FC Nantes goed voor zijn eerste doelpunt. Later dat seizoen kwam zijn doelpuntendrift pas echt op gang. Hij scoorde acht keer in de laatste zestien competitiewedstrijden. Hij scoorde tien goals in zijn eerste seizoen en volgde dat op met elf in zijn tweede. Hij begon het seizoen 2022/23 nog als speler van Lyon, maar zou die zomer nog vertrekken. Hij kwam tot 80 wedstrijden, 21 goals en dertien assists namens Lyon.

### West Ham United
Eind augustus 2022 tekende Paquetá voor vijf seizoenen bij West Ham United, voor een bedrag van naar verluidt meer dan 50 miljoen pond, waarmee hij de recordaankoop werd van West Ham. Hij maakte zijn debuut op 31 augustus in een 1-1 gelijkspel tegen Tottenham Hotspur. Op 4 januari 2023 scoorde Paquetá zijn eerste Premier League-doelpunt tegen Leeds United. Op 7 juni 2023 gaf Paquetá in de finale van de Conference League tegen Fiorentina de assist op de winnende 2-1 van Jarrod Bowen.

## Clubstatistieken
| Seizoen | Club            | Competitie     | Competitie | Competitie | Beker | Beker | Internationaal | Internationaal | Totaal | Totaal |
| Seizoen | Club            | Competitie     | Wed.       | Dlp.       | Wed.  | Dlp.  | Wed.           | Dlp.           | Wed.   | Dlp.   |
| ------- | --------------- | -------------- | ---------- | ---------- | ----- | ----- | -------------- | -------------- | ------ | ------ |
| 2016    | Flamengo        | Série A        | 0          | 0          | 1     | 0     | —              | —              | 1      | 0      |
| 2017    | Flamengo        | Série A        | 19         | 1          | 8     | 3     | 9              | 2              | 37     | 6      |
| 2018    | Flamengo        | Série A        | 32         | 10         | 17    | 2     | 7              | 0              | 56     | 12     |
| 2018/19 | AC Milan        | Serie A        | 13         | 1          | 4     | 0     | —              | —              | 17     | 1      |
| 2019/20 | AC Milan        | Serie A        | 24         | 0          | 3     | 0     | —              | —              | 27     | 0      |
| 2020/21 | Olympique Lyon  | Ligue 1        | 30         | 9          | 4     | 1     | —              | —              | 34     | 10     |
| 2021/22 | Olympique Lyon  | Ligue 1        | 35         | 9          | 0     | 0     | 9              | 2              | 44     | 11     |
| 2022/23 | Olympique Lyon  | Ligue 1        | 2          | 0          | 0     | 0     | —              | —              | 2      | 0      |
| 2022/23 | West Ham United | Premier League | 28         | 4          | 2     | 0     | 11             | 1              | 41     | 5      |
| 2023/24 | West Ham United | Premier League | 31         | 4          | 3     | 0     | 9              | 4              | 43     | 8      |
| TOTAAL  | TOTAAL          | TOTAAL         | 214        | 38         | 42    | 6     | 45             | 9              | 301    | 53     |

Bijgewerkt t/m 14 augustus 2024.

## Interlandcarrière
Lucas Paquetá speelde acht wedstrijden voor Brazilië –20. Daarmee nam hij in 2017 deel aan het Zuid-Amerikaans kampioenschap –20. Lucas Paquetá debuteerde op 8 september 2018 in het Braziliaans voetbalelftal, tijdens een met 0–2 gewonnen oefenwedstrijd in en tegen de Verenigde Staten. Hij kwam die dag in de 71e minuut in het veld als vervanger van Philippe Coutinho. Zijn eerste interlanddoelpunt volgde op 23 maart 2019. Hij maakte toen het openingsdoelpunt in een in 1–1 geëindigde oefeninterland tegen Panama. Paquetá behoorde drie maanden later tot de Braziliaanse selectie die de Copa América 2019 won. Hijzelf kwam dat toernooi vijf minuten in actie, in de kwartfinale tegen Paraguay.

## Erelijst
| Copa América | 1x | 2019 |

1 Fabiański ·
3 Cresswell ·
4 Soler ·
5 Coufal ·
7 Summerville ·
8 Ward-Prowse ·
9 Antonio ·
10 Paquetá ·
11 Füllkrug ·
14 Kudus ·
15 Mavropanos ·
17 Guilherme ·
18 Ings ·
19 Álvarez ·
20 Bowen  ·
21 Foderingham ·
23 Aréola ·
24 Rodríguez ·
25 Todibo ·
26 Kilman ·
28 Souček ·
29 Wan-Bissaka ·
33 Palmieri ·
34 Ferguson ·
39 Irving ·
57 Scarles ·
Coach: Potter
· Assistent-coach: Saltor
1 Alisson ·
2 Thiago Silva ·
3 Miranda ·
4 Marquinhos ·
5 Casemiro ·
6 Filipe Luís ·
7 Neres ·
8 Arthur ·
9 Gabriel Jesus ·
10 Willian ·
11 Coutinho ·
12 Alex Sandro ·
13 Dani Alves  ·
14 Militão ·
15 Allan ·
16 Cássio ·
17 Fernandinho ·
18 Paquetá ·
19 Éverton ·
20 Firmino ·
21 Richarlison ·
22 Fagner ·
23 Ederson ·
Coach: Tite
1 Alisson ·
2 Danilo ·
3 Thiago Silva  ·
4 Marquinhos ·
5 Casemiro ·
6 Alex Sandro ·
7 Paquetá ·
8 Fred ·
9 Richarlison ·
10 Neymar ·
11 Raphinha ·
12 Weverton ·
13 Dani Alves ·
14 Militão ·
15 Fabinho ·
16 Telles ·
17 Guimarães ·
18 Jesus ·
19 Antony ·
20 Vinícius ·
21 Rodrygo ·
22 Ribeiro ·
23 Ederson ·
24 Bremer ·
25 Pedro ·
26 Martinelli ·
Coach: Tite